# Viktor IV. (Gregor)
Gregorio Conti von Ceccano (auch: Gregor Conti, Geburts- und Todesdatum sind nicht überliefert) war unter dem Namen Viktor IV. im Jahre 1138 Gegenpapst zu Papst Innozenz II. Er ist nicht zu verwechseln mit dem gleichnamigen Viktor IV. (Octaviano de Montecello), der von 1159 bis 1164 Gegenpapst war.

## Leben
Conti war unter Papst Paschalis II. am 18. Februar 1107 zum Kardinalpriester der Titelkirche Santi XII Apostoli erhoben worden. Paschalis II. sprach ihm diesen Titel allerdings 1112 wieder ab, nachdem Conti sich mit ihm überworfen hatte. Erst Calixt II. bestätigte Conti 1122 wieder in seiner Kardinalswürde. Bei dem 1130 aufgetretenen Schisma schlug sich Conti auf die Seite des Gegenpapstes Anaklet II. und verweigerte Innozenz II. die Gefolgschaft.
Nach dem Tode Anaklets wurde Conti von dessen Anhängern mit Unterstützung Rogers II. am 25. Januar 1138 zum Papst gewählt, sah seine Gefolgschaft jedoch rasch schwinden. Nach einer Intervention Bernhards von Clairvaux verzichtete Viktor am 29. Mai 1138 bereits nach wenigen Wochen auf die päpstliche Würde.
Bernhard führte Conti und die übrigen Anhänger Anaklets vor Papst Innozenz, dem sie Loyalität versprachen. Im Gegenzug versprach der Papst, sie in Amt und Würden zu belassen, brach aber auf dem Zweiten Laterankonzil seine Zusage und setzte Conti und seine Gefährten ab, wofür ihn Bernhard von Clairvaux heftig kritisierte.
Weiteres ist über die Biographie Contis und über seinen Tod nicht bekannt.